# Rafael Ramírez Heredia
Rafael Ramírez Heredia (Tampico, Tamaulipas, 9 de enero de 1942-Ciudad de México, 24 de octubre de 2006) fue un periodista, cronista taurino, dramaturgo, profesor de literatura y escritor mexicano.

## Estudios
Estudió contaduría en la Escuela Superior de Contabilidad y Administración (ESCA) del Instituto Politécnico Nacional (IPN), no por vocación, sino por ser jugador del equipo de fútbol americano y seguir a sus compañeros que se dirigieron a esos estudios. Ejerció esa carrera durante dos años para luego encontrar su vocación literaria y decidir “pasar de contador de cuentas, a contador de cuentos”. Fue miembro del Sistema Nacional de Creadores de Arte y directivo de la Sociedad General de Escritores de México (SOGEM).

## Premios
En 1984 obtuvo el  Premio Juan Rulfo, en París, Francia, por su cuento El rayo Macoy; en 1990, el Premio Juan Ruiz de Alarcón por su libro Por los Caminos del Sur, vámonos para Guerrero, otorgado por el estado de Guerrero. En 1993 la Sociedad de Escritores de la Ex Unión Soviética le concedió el Premio Internacional de Letras por su obra publicada. Asimismo, fue galardonado con el Premio Rafael Bernal por su novela Al calor de Campeche, el Premio Nacional de Literatura de Nuevo León 1997 por "Con M de Marilyn", el premio al "Mérito Literario" otorgado por la Universidad México-Americana de la Frontera en 2000, la "Gran Orden al Mérito Autoral" del Instituto Nacional del Derecho de Autor en 2003 y más reciente el "Premio Dashiel Hammett" (2005), otorgado en Gijón, España, por su novela "La Mara".

## Otras actividades
Como periodista fue corresponsal en Holanda, Grecia, Turquía, Italia, Inglaterra e Irlanda.
En Campeche, entre otros muchos lugares, formó a numerosos jóvenes escritores en talleres literarios patrocinados por el INBA.

## Vida personal
Hijo de un padre sindicalista “muy bravo” y nieto de Rafael Ramírez Castañeda, figura emblemática en el sistema educativo mexicano por ser el creador de la Escuela Rural de México y de las Misiones Culturales (la medalla que los maestros mexicanos reciben a los 30 años de servicio lleva el nombre del abuelo de este). Ramírez Heredia se rodeó de literatura desde muy niño; pero era sólo un complemento de su vida infantil: “Leía a todas horas, pero nunca fui un niño mamila; no, yo era peleador callejero y desmedidamente bravo”. 
Viajero compulsivo decía que había estado en "tantos países que a veces se me confunden: al vivir en sitios tan disímbolos como Iowa en el norte de EE.UU., o en Isla Mujeres - trabajando de lanchero - o en Moscú - antes que se rompiera la utopía – o en Madrid donde reside otro trozo de mi interno, o Lisboa, o París, o el sur de América, en sitios como la última capital austral del mundo que es Punta Arenas, en Chile, o Foz du Iguazú, en la frontera tripartita de Paraguay, Argentina y Brasil, entre otros varios." 
Cáustico en su crítica política reconocía con cierta frustración el cinismo con que se conducen los principales capos mexicanos de cuello blanco. Rodeado de amigos en alguna cantina con un buen ron en la mano decía que tenía la debilidad de ser un hombre sensible y lo era siempre y en todo lugar. Tenía también debilidad por los perros de los que tuvo de varias razas. Lo atraían los toros, el póker, las peleas de gallos, la ruleta, el 21, las mujeres... el silencio de las iglésias y el de las bibliotecas.
Falleció en la Ciudad de México el 24 de octubre de 2006, a consecuencia de cáncer linfático.

## Acerca de su obra
Comentando su obra señaló que: "El periodista escribe sobre lo que sabe, y el narrador sobre lo que cree que no sabe pero lo sabe. Mis personajes son gente de la calle, seres que nada tienen de extraordinario, hombres y mujeres que están ahí, a la vuelta de la esquina, confundidos entre las personas que abordan el metro, se trepan a los autobuses, o circulan por las avenidas y su rostro nada dice. Me atrae en demasía el lado oscuro de las personas, más bien, el lado gris que no se ve pero cuyo interno es tan terrible como batalla épica, de tal manera que mis actores pueden ser personas que conozco o que construyó a partir de varios seres, una especia de criatura de tonalidades varias, y en eso están cimentados mis personajes, inclusive se me ha preguntado si uno de ellos, el detective Ifigenio Clausel, tiene algo de mi propia personalidad y creo que no, o por lo menos eso supongo...
Los temas se sienten, se pulsan en el latir, se olfatean, se mascan, llegan sin preguntar y sin esperar preguntas, están ahí, en todas partes, el chiste es saberlos apretar y sacarles el jugo que están pidiendo. ¿Cómo? Tampoco lo sé y a estas alturas, ni siquiera intento averiguarlo, los dejó salir sin cobrarles peaje ni derecho de corcho." 
Algunas de sus últimas obras fueron: 
"La Mara" (2004) (inspirada en el grupo pandillero centroamericano Mara Salvatrucha) y "La esquina de los ojos rojos" (2006). 
Su obra ha sido publicada en Estados Unidos, Honduras, Colombia, Argentina, Chile, Cuba, España, Francia, Alemania, Rusia y Bulgaria, y traducida al alemán, francés, inglés, búlgaro y ruso.

## Obras
"Cara_o, pero cómo no va a tener miedo, el no tenerlo es de locos, sólo los locos no tienen miedo, pero el tiburón no sabe quién está loco y quien no. Ramón, si Ramón estuviera aquí él sí sabría qué hacer, pero un detective de un barrio, un detective que sabe de cantinas y prostitutas, de políticos corruptos, de bombas en los autos, que conoce boleros viejos..."
Al Calor de Campeche, Joaquín Mortiz, México, 1992

### Novelas
- 1967 El Ocaso (Editorial Costa Amic)
- 1970 Camándula (Editorial Diana. Nueva reimpresión en Premiá Editores en 1985)
- 1972 Tiempo Sin Horas (Editorial Diana)
- 1976 En El Lugar De Los Hechos (Editorial Diana)
- 1979 Trampa de Metal (Editorial Universo-Diana. Reimpresión en Editorial Domés en 1985. Reimpresión en Editorial Planeta - Mortiz 1992)
- 1983 El Sitio de los Héroes. (Editorial Diana. Reimpresión en Colección Literatura Contemporánea de la Editorial. Planeta - Origen en 1994)
- 1985 Muerte en la Carretera (Nueve edición en la Editorial Planeta Mortiz.)
- 1989 La Jaula De Dios (Editorial Planeta - Mortiz y Reimpresión masiva en Planeta Conaculta, dentro de su colección Narrativa Actual Mexicana en 1999)
- 1992 Al Calor de Campeche (Primera edición - versión reducida - publicada en España en la Revista Cambio 16 Más tres ediciones - versión completa - en Planeta – Mortiz, México)
- 1997 Con M de Marilyn (Cuatro ediciones Editorial Alfaguara México- España)
- 2004 La Mara (Editorial Alfaguara en España y México)
- 2006 La esquina de los ojos rojos (tres novelas policíacas)
- 2010 De llegar Daniela (Novela póstuma, Alfaguara)

### Cuentos
- 1945 Lupe (En trópico)
- 1965 El Enemigo (Editorial Costa Amic)
- 1973 El Rey Que Aguarda (Editorial Diana)
- 1980 De Viejos y Niñas (Editorial Diana)
- 1984 El Rayo Macoy (Diez ediciones en Planeta Mortiz. En 1986, reimpresión en Lecturas Mexicanas de 40 mil ejemplares)
- 1987 Paloma Negra (Siete ediciones en Planeta Mortiz)
- 1988 Los Territorios De La Tarde (Dos ediciones en Planeta Mortiz)
- 1989 Material De Lectura (Editorial de la UNAM)
- 1991 Antología Personal (Editorial 7 Cambio)
- 1995 La Media Vuelta y Otros Cuentos (Antología-Editorial IPN -SOGEM)
- 1995 Antología De Cuentos (Editorial IPN)
- 1996 De Tacones y Gabardina (Dos ediciones Editorial Alfaguara)
- 1998 Cuentos Mexicanos (Antología. Editorial LOM- Santiago de Chile)
- 1999 El Rayo Macoy (Nueva versión, corregida, publicada por Alfaguara dentro de su colección de libros de bolsillo)
- 1999 Los Rumbos del Calor y Otros Cuentos (Editorial ISSSTE, libro de bolsillo, 20 mil ejemplares)
- 2001 Del Trópico (tres ediciones en Editorial Alfaguara México- España)
- 2002 Cuadrilátero (Editorial Aldus- Conaculta)
- 2003 La Condición del Tiempo (Cuentos Escogidos) (Editorial: Fondo de Cultura Económica, Colección Letras Mexicanas)
- 2005 Otra vez el Santo (Editorial: Alfaguara - Santillana Ediciones Generales, S. A. de C. V. México, D. F. 2005)

### Crónicas y reportajes
- Tauromagias (2001).

y muchas más

### Premios obtenidos
- 1976 Premio Nacional de Teatro, que entregaba Protea (ProductoresTeatrales) por su obra "Dentro de Estos Ocho Muros"
- 1977 Mención Honorífica en el Premio Internacional de Teatro, por su obra "Los Piojos"
- 1978 Premio Nacional de Novela. (Que entrega el Club Primera Plana) por su libro "En el Lugar de los Hechos"
- 1980 Premio Diana de Oro. (Que entregaba la Editorial Diana a sus autores más vendidos) por su reportaje "La Otra Cara del Petróleo"
- 1983 Premio Nacional de Cuento Policíaco. (Que entregaba el Diario Ovaciones y Aeroméxico) por su texto "Junto a Tampico"
- 1984 Premio Internacional "Juan Rulfo" que entrega en París el Gobierno de Francia a través de Radio Francia Internacional, al mejor cuento del mundo en lengua española, por su texto "El Rayo Macoy".
- 1990 Premio "Juan Ruiz de Alarcón" que entrega el Gobierno del Estado de Guerrero, por su libro, "Por los Caminos del Sur, Vámonos para Guerrero".
- 1990 Premio Internacional de Letras que entregaba la Sociedad de Escritores de la Ex Unión Soviética. Por el conjunto de su obra.
- 1993 Premio "Rafael Bernal" que entrega la SOGEM -Sociedad General de Escritores de México- y la Procuraduría de Justicia del Distrito Federal, a la mejor novela policíaca, "Al Calor de Campeche", - de las publicadas en México durante los años de 1991 y 1992.
- 1997 Premio Nacional de Literatura, y Consejo de Cultura de Nuevo León, por la mejor novela publicada en México entre los años de 1995 a 1997, por su libro "Con M de Marilyn".
- 1997 Premio Instituto Politécnico Nacional.
- 1997 Medalla "Rafael Ramírez Castañeda", por 25 años al servicio del magisterio nacional.
- 1999 Medalla "Juan de Dios Bátiz", por 25 años al servicio del Instituto Politécnico Nacional.
- 2000 Premio al Mérito Literario que entrega la Universidad México Americana de la Frontera.
- 2001 Medalla "Ignacio M. Altamirano", por sus 40 años al servicio del magisterio nacional.
- 2003 Gran Orden de Honor Nacional al Mérito Autoral, que entrega la SEP y el Instituto del Derecho de Autor.
- 2004 Premio del Círculo de Críticos de Arte de la República de Chile al mejor libro extranjero del año, por la novela, "La Mara".
- 2005 Premio Dashiel Hammett, 2005, que entrega la Semana Negra de Gijón, Asturias, España, por la novela "La Mara"